# Sepp
Sepp ist eine vor allem im alemannischen und bairischen Sprachraum (also Altbayern, Österreich und Südtirol) gebräuchliche, volkstümliche Form des männlichen Vornamens Josef.

## Varianten
- Seppi, Sepp(e)l, Peppi

## Bekannte Namensträger

### Vorname
- Sepp van den Berg (* 2001), niederländischer Fußballspieler
- Sepp Blatter (* 1936), ehemaliger Fußballfunktionär, Präsident des Weltfußballverbandes FIFA von 1998 bis 2016
- Sepp Daxenberger (1962–2010), bayerischer Kommunalpolitiker (Grüne)
- Sepp Dietrich (1892–1966), deutscher Generaloberst der Waffen-SS
- Sepp Dostthaler (* 1965), deutscher Bobfahrer
- Sepp Dürr (1953–2023), bayerischer Politiker (Grüne)
- Sepp Eibl (1934–2023), bayerischer Volksmusiker, Komponist, Musikverleger und Filmemacher
- Sepp Faltermaier (1923–2005), deutscher Autor
- Sepp Ferstl (* 1954), deutscher Skirennläufer
- Sepp Folger (1922–2013), deutscher Skirennläufer
- Sepp Forcher (1930–2021), österreichischer Fernsehmoderator
- Sepp Gratzer (* 1955), österreichischer Sportfunktionär
- Sepp Gschwendtner (* 1944), deutscher Gleitschirmpilot
- Sepp Haas (1937–2024), Schweizer Skilangläufer und -trainer sowie Politiker
- Sepp Helfrich (1900–1963), österreichischer Nationalsozialist
- Sepp Herberger (1897–1977), deutscher Fußballtrainer
- Sepp Innerhofer (1928–2019), Gründer des Befreiungsausschusses Südtirol
- Sepp Jöchler (1923–1994), österreichischer Bergsteiger
- Sepp Kahn (1952–2024), österreichischer Schriftsteller
- Sepp Kerschbaumer (1913–1964), Südtiroler Aktivist
- Sepp Krassnitzer (* 1947), österreichischer Musiker
- Sepp Kuss (* 1994), US-amerikanischer Radrennfahrer
- Sepp Leitner (* 1972), österreichischer Politiker
- Sepp Lenz (1935–2023), deutscher Rennrodler und Trainer
- Sepp Maier (* 1944), deutscher Fußballtorhüter
- Sepp Nigg (1902–1954), österreichischer Schauspieler
- Sepp Schauer (* 1949), bayerischer Volksschauspieler
- Sepp Schuster (1924–1999), österreichischer Architekt
- Sepp Straffner (1875–1952), österreichischer Bundesbahnbeamter und Politiker (GDVP)
- Sepp Tanzer (1907–1983), österreichischer Komponist
- Sepp Tezak (1923–2013), österreichischer Eisenbahnmaler, -journalist und -fotograf
- Sepp Trütsch (* 1949), Schweizer Fernsehmoderator
- Sepp Unterricker (1941–2014), deutscher Physiker und Hochschullehrer
- Sepp Vees (1908–1989), deutscher Künstler
- Sepp Viellechner (* 1935), deutscher volkstümlicher Sänger
- Sepp Weiler (1921–1997), deutscher Skispringer
- Sepp Zöchling (1914–1989), österreichischer Maler

Besser bekannt unter diesem Namen sind auch:
- Josef Bierbichler (* 1948), deutscher Schauspieler
- Josef Walcher (1954–1984), österreichischer Skirennläufer

#### Seppel
- Seppel Glückert (1891–1955), deutscher Büttenredner

#### Seppl
- Seppl Lamprecht (1969–2010), Südtiroler Landwirt und Politiker

### Familienname
- Anton Sepp von Seppenburg (1655–1733), Missionar des Jesuitenordens in Südamerika
- Bernhard Sepp (1853–1920), deutscher Historiker, Sohn von Johan Nepomuk Sepp
- Elfriede Sepp, bürgerlicher Name von Elfi Graf (* 1952), österreichische Schlagersängerin
- Gustav Sepp (1901–1994), estnischer Fußballspieler
- Hans Rainer Sepp (* 1954), deutscher Philosoph
- Johann Nepomuk Sepp (1816–1909), deutscher Historiker, Kirchenhistoriker und Politiker
- Jüri Sepp (* 1952), estnischer Wirtschaftswissenschaftler
- Karl Sepp (1880–1962), deutscher Landrat
- Kurt Sepp (* 1935), deutscher Eishockeyspieler
- Leo Sepp (1892–1941), estnischer Finanzexperte und Politiker
- Lukas Sepp (* 1996), deutscher Futsalspieler
- Olav Sepp (* 1969), estnischer Schachspieler
- Reimo Sepp (* 2000), estnischer Leichtathlet
- Viktor Sepp (1936–2007), estnischer Autor und Übersetzer